# Област Саскачевана
Област Саскачевана (енгл. District of Saskatchewan) је био регионални административни округ канадских северозападних територија. Формиран је 1882. године а касније је проширен, а затим укинут стварањем провинција Саскачеван и Алберта 1905. године. Већи део подручја био је укључен у провинцију Саскачеван. Западни део је постао део Алберте, а источни део (који се простирао до језера Винипег) је сада део Манитобе.
До сукоба током „северозападне побуне 1885.” године дошло је у округу Саскачеван.

## Насеља
Округ Саскачеван је 1888. године обухватао пет насеља са француског говорног подручја, а то су били Сен Лоран, Фиш Крик, Дак Лејк, Батош и Сент Луј де Ланже у области јужног огранка реке Саскачеван и насеља Зелено језеро, Ла Рож , Ред Дир Лејк (56-25-В2), Нат Лаке (39-23-В2), Бирч Ривер, Форт а ла Корне, Снејк Плејнс (северозападно од Карлтона близу језера Мускег), Бирч Хилс (46-23-В3) , Кларкс Кросинг (38-4-В3), Чел Ривер (15 миља северозападно од Принца Алберта), Kарот Ривер, Кумберланд Хаус, Де Па, Гранд Рапидс, Бетлфорд, Форт Пит, Фрог Лејк, Онјон Лејк, Колд Лејк, Форт Карлтон, Хамболт, Саскатун.
Округ је био дом народа Криа из Уговора 4, Уговора 5 и Уговора 6 који су живели у индијанским резерватима и мале групе Дена који су живели у северозападном делу око Хладног језера.

## Становништво
Становништво округа Саскачеван је 1885. године било популације од 10.595 људи. Под-округ Принца Алберта имао је популацију од 5.373 људи, што је укључивало и насеља Саутбранч са око 1.300 људи. На западу се налазио под-округ Батлефорд са 3.603 људи, а на истоку под-област Карот Ривер са популацијом од 1.770 људи.
Највеће насеље и главни град округа био је принц Алберт са око 800 људи, а затим Батлефорд са око 500 људи.

## Границе
Већина граница округа 1882. године дефинисана је линијама Истраживања земљишта Доминиона.
- На југу, 9. линија корекције, око 51,9687° северно, затим линија између опсега 29 и 30 западно од главног меридијана (линија у облику степеништа око 101° западно), затим 12. основна линија, око 52,84° северно
- На западу, линија између опсега 10 и 11 западно од четвртог меридијана (линија у облику степеништа око 112° западно)
- На северу, 18. линија корекције, око 55,1122° северно
- На истоку, западна обала језера Винипег и река Нелсон.